# Распылитель
Распыли́тель или пульвериза́тор (фр. pulvérisateur, лат. pulvis — «пыль») — прибор для распыления жидкостей на мелкие капли. Кроме жидкостей, используют для распыления суспензий и порошкообразных веществ. Имеет широкое применение в промышленности, сельском и домашнем хозяйстве.

## Принцип действия
Распылители используют движение жидкости под действием разности давлений, возникающего за счёт эффекта Вентури. В некоторых из них давление создаётся с помощью эжектора, при этом частицы жидкости увлекаются струёй воздуха или пара. Жидкость, попадая из отверстия в газовую среду, образует струю с шероховатой поверхностью. Дальше эта струя разбивается на мелкие капли за счёт нарастания возмущений в турбулентном потоке и сил поверхностного натяжения. Для увеличения неустойчивости в струе могут дополнительно использоваться искусственные неровности и центробежная сила. При слишком высокой скорости вместо распада на одиночные капли может происходить дробление струи на множество мелких частиц, размеры которых меняются в широких пределах.

## Применение
- Используется для распыления дезодорантов, туалетной воды и другой парфюмерной продукции.
- В медицинских учреждениях распылители используются для орошения поверхностей дезинфектантами.
- В медицине некоторые препараты применяются в виде «спреев» (например, «назальный спрей»)
- Распылители часто используются в изобразительном искусстве и малярных работах, для нанесения чернил, туши, красок, лаков и т. д. тонким и равномерным слоем.

- В сельском хозяйстве распылитель чаще называют опрыскивателем — это часть оборудования для опрыскивания растений или почвы водой, растворами удобрений и ядохимикатов и другими жидкостями.

- Под форсункой обычно понимают распылитель топлива, используемый, в частности, в инжекторных системах подачи топлива двигателей внутреннего сгорания.